# Contribuições para a Segurança Social (Portugal)
A implantação do Estado Social nos países da Europa Ocidental trouxe consigo o problema fundamental colocado perante o próprio Estado e os seus governantes de encontrarem um modelo sustentável de financiamento da Segurança Social, pedra basilar e concretização prática do princípio do Estado Social consagrando entre nós no art. 2º da Constituição da República Portuguesa.
A resposta a este ponto passa em grande medida pelas contribuições para a segurança social, que assume primazia no financiamento do sistema previdencial da Segurança Social. 

## Incidência
Quanto à incidência/obrigação contributiva, estatui o Código Contributivo que as contribuições para a Segurança Social estão a cargo (a) dos trabalhadores dependentes e das respectivas entidades empregadoras (b) dos trabalhadores independentes e das pessoas colectivas e singulares que com eles contratem e, (c) quando seja caso disso, dos beneficiários do regime de seguro social voluntário. Importa referir que a expressão contribuições vem sendo utilizada no seu sentido lato, isto é, enquanto sinónimo de obrigação contributiva. Esta, por sua vez, desdobra-se em contribuição se a obrigação contributiva tiver por objecto uma prestação da responsabilidade das entidades empregadoras, das entidades contraentes e dos beneficiários do seguro social voluntário, e em quotização, se a obrigação contributiva tiver por objecto uma prestação da responsabilidade dos trabalhadores (ver art.11.º, n.º 2 Código Contributivo).

## Base Tributável
No que respeita à base tributável dos trabalhadores independentes, esta será fixada anualmente e corresponde a 20% das vendas e/ou 70% das prestações de serviços efectuadas. Por seu turno, a base tributável dos trabalhadores dependentes corresponde, de uma forma geral, às prestações pagas pela entidade empregadora como contrapartida do seu trabalho (incluindo as prestações em espécie).

## Taxas
No tocante às taxas, o Código Contributivo determina que:
- Aos trabalhadores dependentes é aplicável uma taxa de 34,75%, cabendo 23,75% (contribuição) à entidade empregadora e 11% (quotização) ao trabalhador.
- A cargo dos trabalhadores independentes fica uma taxa de 29,6%. Importa, contudo, salientar a existência de inúmeros regimes especiais.

## Isenções
Estão isentos de contribuições para segurança social os sujeitos passivos em situação de acumulação da actividade independente com a actividade profissional por conta de outrem ou com a de pensionista por invalidez ou com a pensão resultante da verificação de risco profissional (pensão). 
Às entidades empregadoras podem ser fixadas medidas de isenção contributiva total ou parcial em certas situações, tais como: incentivos ao emprego (ex. criação de postos de trabalho, redução de encargos não salariais em situações de castástrofe ou de calamidade pública); incentivos à permanência no mercado de trabalho (isenções parciais – ex. pessoas dos 40 aos 65 anos); ou incentivos à contratação de trabalhadores com deficiência. 

## Obrigações acessórias de cumprimento
Estas abrangem quer as entidades empregadoras quer os trabalhadores independentes.
Surgem, nomeadamente, nas seguintes situações:
Entidades Empregadores
Declaração de início de actividade de novos trabalhadores, cessação, suspensão e alteração da modalidade do contrato de trabalho, declaração de remunerações devidas aos trabalhadores (a serem entregues até ao dia 10 do mês seguinte em relação a cada um dos trabalhadores ao seu serviço). 
Declaração aos trabalhadores
Cópia da comunicação de declaração de admissão.
Trabalhadores independentes
Declaração de início de actividade, declarações anuais onde conste o valor total das vendas realizadas, das prestações de serviços efectuadas e recebidas (devendo ser apresentadas até dia 15 de fevereiro do ano seguinte a que respeitam os valores declarados).
A administração fiscal comunica à instituição de segurança social com competência para o efeito, o início de actividade, fornecendo-lhes os elementos necessários à identificação.
Com estes elementos a instituição de segurança social inscreve o trabalhador e efectua o seu enquadramento no regime dos trabalhadores independentes.